# Existentialismus
Mit Existentialismus (auch Existenzialismus) wird im allgemeinen Sinne die überwiegend französische philosophische Strömung der Existenzphilosophie bezeichnet. Der zentrale Gedanke ist, dass der Mensch sich selbst durch seine Entscheidungen und Handlungen definieren muss, da es keine vorgegebene menschliche Natur gibt, die menschliches Leben bestimmt. Dies wird in der berühmten Formel „Die Existenz geht der Essenz voraus“ ausgedrückt: Wir existieren zunächst und müssen dann selbst entscheiden, wer wir sein wollen und welchen Sinn wir unserem Leben geben. Diese radikale Freiheit zur Selbstbestimmung kann sowohl als eine Chance als auch eine Last gedeutet werden. 
Der Existentialismus entwickelte sich zu einer einflussreichen Bewegung in der Mitte des 20. Jahrhunderts, besonders in Frankreich. Zu seinen wichtigsten Vertretern zählen Jean-Paul Sartre, Simone de Beauvoir und Albert Camus, die diese Grundgedanken nicht nur philosophisch, sondern auch in Romanen und Theaterstücken verarbeiteten. In einer christlichen Ausprägung wurde der Existentialismus von Gabriel Marcel vertreten. Wichtige Vordenker waren im 19. Jahrhundert Søren Kierkegaard und Friedrich Nietzsche, die die Bedeutung der individuellen Existenz und die Problematik des Sinnverlusts in der modernen Welt thematisierten.

## Philosophie
Eine der bekanntesten existentialistischen Äußerungen, die jedoch sinngemäß schon bei Schelling nachgewiesen werden kann, ist die Aussage Sartres „Die Existenz geht der Essenz (dem Wesen) voraus“ aus dem 1946 veröffentlichten Essay Der Existentialismus ist ein Humanismus. Somit ist der Existentialismus eine Gegenposition zum Essentialismus.
Hier wird thematisch an die Wesensbestimmung (Essenz) des Menschen in der Philosophie angeknüpft. Durch die Bestimmung des Menschen als biologisches Wesen, als Vernunftwesen, als göttliches Wesen etc. erhält der Mensch vor seiner Existenz zunächst schon eine Bedeutung, eben biologisch, vernünftig, gottähnlich. Der Existentialismus kritisiert diese der Existenz vorgängige Sinnbestimmung und setzt ihr die Existenz entgegen: Der Mensch ist als Mensch nicht zu erfassen, wenn nicht je von seiner eigenen individuellen Existenz ausgegangen wird. Jede Wesensbestimmung enthält, so die Kritik durch den Existentialismus, immer schon einen Theorieaspekt, der sich nicht aus einer unmittelbaren Erfahrung der Existenz speist, sondern „nachrangig“ gebildet wird.
Hieraus erklärt sich auch die Fokussierung des Existentialismus auf die Themen Angst, Tod, Freiheit, Verantwortung und Handeln als elementar menschliche Erfahrungen. Der Mensch versteht sich selbst nur im Erleben seiner selbst. Demnach bezieht sich der Existentialismus nicht mehr auf eine göttliche oder kosmologische Ordnung, sondern entwickelt seine Theorie vom Einzelnen aus. Dadurch wird eine religiöse Grundhaltung nicht abgelehnt (auch wenn dies häufig durch die Schriften Sartres intendiert wird), sondern der Glaube wird vielmehr selbst zum existentiellen Erleben.
In Begriffen wie Geworfenheit, Selbstentwurf, Freiheit und Selbstbestimmung zeigt sich die Zentrierung des Existentialismus auf das Problem der Befreiung des Menschen zu seinen eigenen Möglichkeiten hin. Die Notwendigkeit dieser Möglichkeit zu sein zeigt sich in den Erfahrungen von Absurdität, Ekel, Angst, Sorge, Tod und Langeweile und zeigt eindrucksvoll auf, dass gerade dieses subjektive Empfinden das Leben des Menschen bestimmt, Objektivitätsansprüche vor dem Hintergrund dieser Erfahrungen verblassen.

„Der atheistische Existentialismus, für den ich stehe, ist zusammenhängender. Er erklärt, dass, wenn Gott nicht existiert, es mindestens ein Wesen gibt, bei dem die Existenz der Essenz vorausgeht, ein Wesen, das existiert, bevor es durch irgendeinen Begriff definiert werden kann, und dass dieses Wesen der Mensch oder, wie Heidegger sagt, die menschliche Wirklichkeit ist. Was bedeutet hier, dass die Existenz der Essenz vorausgeht? Es bedeutet, dass der Mensch zuerst existiert, sich begegnet, in der Welt auftaucht und sich danach definiert.“

## Grundpositionen des Existentialismus

### Jean-Paul Sartre

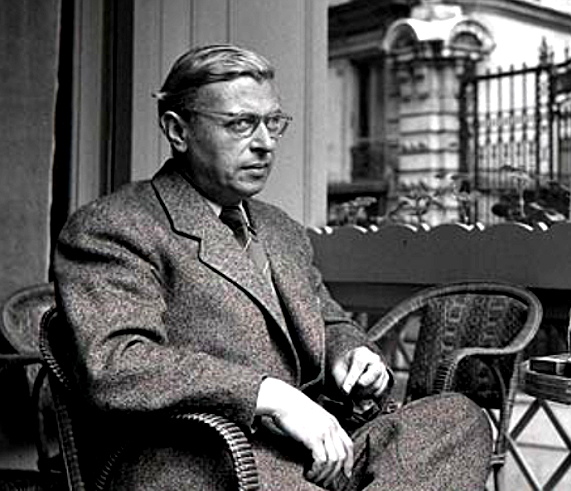
Jean-Paul Sartre (um 1950)

Das philosophische Hauptwerk Sartres Das Sein und das Nichts (L’être et le néant, 1943) gilt als theoretisches Fundament des Existentialismus. Hier zeigt Sartre auf, dass sich das menschliche Sein (Für-Sich) von dem anderen Sein, den Dingen, Tieren, Sachen etc. (An-sich), durch seinen Bezug zum Nichts unterscheidet.
Der Mensch ist ein Sein, „das nicht das ist, was es ist, und das das ist, was es nicht ist“.
Als einziges Wesen, das verneinen könne, das einen Bezug zu dem Noch-Nicht oder Nicht-Mehr habe, das lügen könne, also das sagen, was nicht sei, habe der Mensch damit auch die Bürde der Freiheit und damit auch die Verantwortung. Das Hauptwerk zeigt in Analysen menschlicher Situationen, wie sich die Freiheit in allen Bezügen des Seins des Menschen aufdrängt, der Mensch vor dieser Verantwortung flieht und wie der konkrete Bezug zum Anderen ihm erst diese Verantwortung und Freiheit aufzeigt. Das Vorurteil, dass es sich bei dem Existentialismus sartrescher Prägung um einen egoistischen Individualismus handelt, kann so nicht aufrechterhalten werden. Im Gegenteil: In seinen Analysen kommt Sartre zu dem Schluss, dass menschliches Leben niemals als vereinzeltes Leben verstanden werden könne. Damit argumentiert er gegen den Solipsismus.
Methodisch geht Sartre phänomenologisch vor, indem er die oben genannten Existentiale wie Freiheit, Furcht, Angst, Liebe, Scham als Zeugen für die Freiheit des Menschen befragt. Durch diese Analysen gelangt er schließlich auch zu dem Anderen als mir gegenübertretende Freiheit und zeigt auf, dass unsere Freiheit und Verantwortung eine ontologische Entsprechung hat. Somit kann Sartre zwar keine moralischen Forderungen stellen, bejaht aber solche grundsätzlich, wenngleich sie auch von überindividuellen Bezügen abgelöst werden müssen und ihre eigentliche Entsprechung in der Verantwortlichkeit jedes Einzelnen finden.

„Aber wenn wirklich die Existenz der Essenz vorausgeht, so ist der Mensch verantwortlich für das, was er ist. Somit ist der erste Schritt des Existentialismus, jeden Menschen in den Besitz dessen, was er ist, zu bringen, und auf ihm die gänzliche Verantwortung für seine Existenz ruhen zu lassen. Und wenn wir sagen, dass der Mensch für sich selber verantwortlich ist, so wollen wir nicht sagen, dass der Mensch gerade eben nur für seine Individualität verantwortlich ist, sondern dass er verantwortlich ist für alle Menschen.“

Nun findet sich aber gerade hier häufig der Einwand, warum Menschen denn dann unmoralisch handeln bzw. ihre Verantwortung nicht wahrnehmen, wenn wir doch frei sind. Der Mensch hat nach Sartre einen Bezug zum Nichts eben dadurch, dass er in seiner eigenen Seinsstruktur selber Nichts ist, d. h. der oben zitierte Satz bringt zum Ausdruck, dass wir selbst immer wieder vor der Verantwortung fliehen können: Sartre nennt diese ontologische Struktur des Menschen „mauvaise foi“, die Unaufrichtigkeit oder Selbstlüge. Er beschreibt, wie wir in der Selbstlüge zugleich Lügner und Belogener in einer Person sind, und zeigt auf, warum dieses offensichtlich logisch Widersinnige nachzuvollziehen ist: Da wir offensichtlich nicht eindeutig zu bestimmen sind, wie die Analyse der mauvaise foi nahelegt, tätigen wir immer wieder einen sog. Entwurf.

„Der Mensch ist zuerst ein Entwurf, der sich subjektiv lebt, anstatt nur ein Schaum zu sein oder eine Fäulnis oder ein Blumenkohl; nichts existiert diesem Entwurf vorweg, nichts ist im Himmel, und der Mensch wird zuerst das sein, was er zu sein geplant hat, nicht was er sein wollen wird. Denn was wir gewöhnlich unter Wollen verstehen, ist eine bewusste Entscheidung, die für die meisten unter uns dem nachfolgt, zu dem sie sich selbst gemacht haben. Ich kann mich einer Partei anschließen wollen, ein Buch schreiben, mich verheiraten, alles das ist nur Kundmachung einer ursprünglicheren, spontaneren Wahl als was man Willen nennt.“

In seinen literarischen Werken wird dies – Entwurf und Änderung eines Grundentwurfes – immer wieder zum Thema gemacht.

### Albert Camus

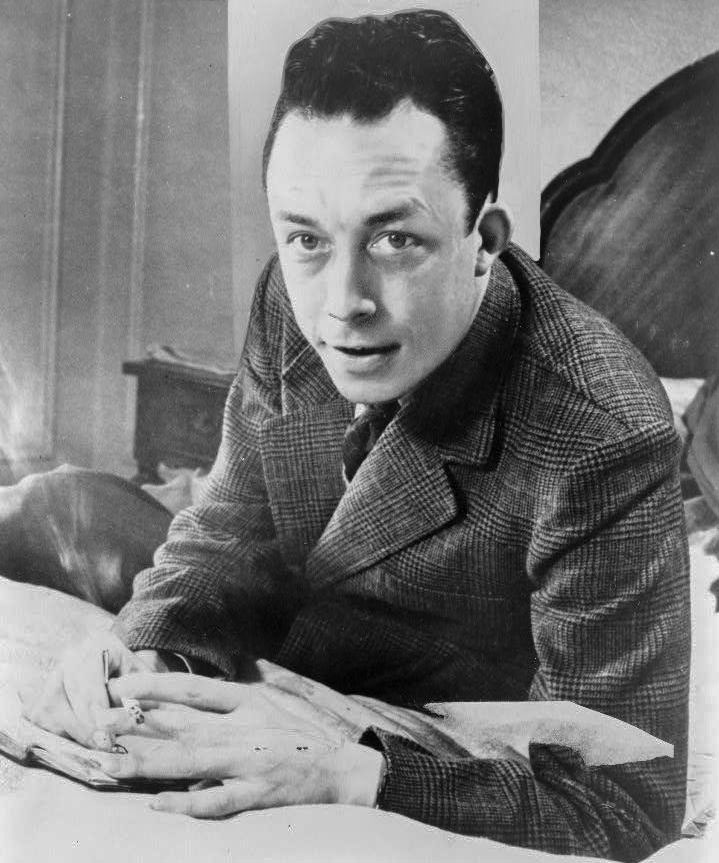
Albert Camus (1957)

Albert Camus ist der zweite wichtige große Vertreter des französischen Existentialismus. In seinem 1942 erschienenen Buch Der Mythos des Sisyphos (Le mythe de Sisyphe) entwickelt Camus die Philosophie des Absurden.
Sich selbst nicht als Existentialisten begreifend und mehr in der Tradition der französischen Moralisten stehend, fasst er aber in ähnlicher Weise wie Sartre die Welt auf als nicht von sich aus sinnhaft, weil durch den Menschen erst Sinn erhaltend. Jedoch teilt Camus nicht die für den Existentialismus typische Grundannahme, dass die Existenz der Essenz vorausgeht:

„Zwei gewöhnliche Irrtümer: die Existenz geht der Essenz voraus oder die Essenz der Existenz. Sie gehen und erheben sich beide im gleichen Schritt.“

Das philosophische Fragen kulminiert für Camus in der für ihn einzig wichtigen Frage, der nach dem Suizid. Der Suizid ist hier als Lösung, Loslösung von einer sinnlosen Welt gedacht: Warum leben, wenn doch alles sinnlos ist? Allerdings wird der Suizid von Camus abgelehnt; sich umbringen hieße dem Absurden erliegen.
Mit dem Bewusstsein, dass alles absurd ist, weiterleben, dem Absurden so ins Auge sehen, ist für Camus die anzustrebende Revolte gegen das Absurde. Wenn wir weder Vertrauen in einen Gott noch in unsere Vernunft setzen können – was bleibt dann als Sicherheit? Nichts! Für den modernen Menschen gibt es diese Sicherheit nicht. Hier liegt auch seine Ablehnung des Existentialismus als System: Ein System suggeriert eine Ordnung, die Camus so nicht sah. Damit treibt er die Überlegungen des Existentialismus auf die Spitze. Seine Antwort liegt in der ständigen Revolte des Menschen. Indem der Mensch das absurde Verhältnis von Mensch und Welt anerkennt, akzeptiert er sich als ein Wesen, das frei ist. Im Mythos des Sisyphos wird dies exemplarisch an dem besagten Mythos erläutert. Indem Sisyphos seine Strafe erträgt, annimmt, sich aber nicht von der Bürde der ewigen Qual erschüttern lässt, sondern die Götter verlacht, zeigt er die Größe des modernen Menschen, der sein absurdes Schicksal bewusst lebt. Die Idee der Revolte gegen das Absurde wird in dem Essay Der Mensch in der Revolte weiter ausgeführt.
Seine philosophischen Gedanken finden sich auch in seinen literarischen Werken wieder. Immer wieder legen die Personen die Haltung des gegen die sinnlose Welt revoltierenden Menschen dar, so z. B. im Gespräch Meursaults mit dem Anstaltsgeistlichen und seinen anschließenden Gedankengängen in Der Fremde. Diese Haltung wird auch im Kampf des Dr. Rieux gegen die Pest im gleichnamigen Roman deutlich.

### Simone de Beauvoir

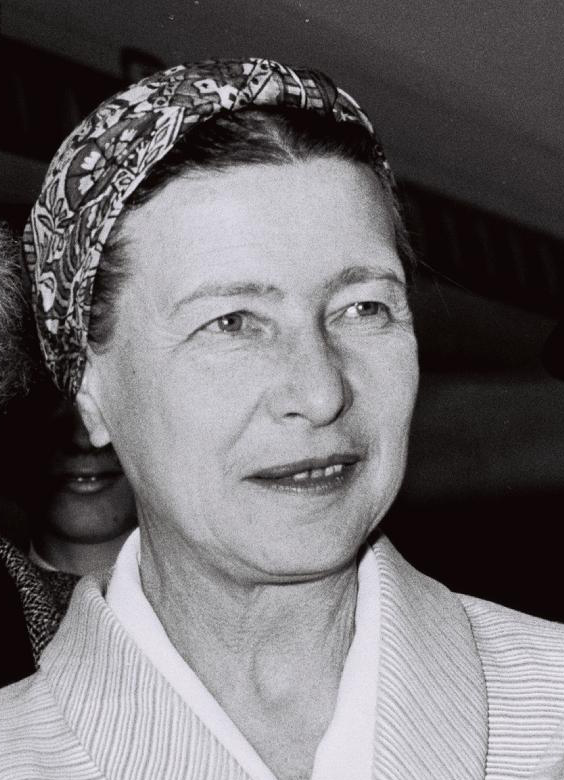
Simone de Beauvoir (1967)

Simone de Beauvoirs bedeutendster Beitrag zum Existenzialismus findet sich in ihrem Werk Das andere Geschlecht, in dem sie die Situation von Frauen aus einem existentialistischen Blickwinkel analysiert. De Beauvoir erklärt darin: „Man kommt nicht als Frau zur Welt, man wird es.“ Davon ausgehend, dass es keine weibliche „Essenz“ gibt, untersucht Simone de Beauvoir, wie die Frau als „das Andere“ konstruiert wird, das „zur Immanenz verdammt“ ist.

## Existentialismus als Popkultur
In den 50er-Jahren entstand in der Pariser Existentialistenszene in den Cafés von Saint-Germain-des-Prés das Klischeebild des melancholischen, meist schwarz gekleideten jungen Existentialisten, der zwischen Jazzkeller, Café und Universität verkehrte.

## Kritik am Existentialismus
Der Existentialismus hat, da er sich unter anderem als politisch engagiert verstand, viel Kritik aus allen gesellschaftlichen Bereichen erhalten, insbesondere durch die katholische Kirche, aber auch durch Politiker verschiedener Parteien und ebenso durch Vertreter anderer philosophischer Richtungen.
Die philosophische Kritik richtet sich meist gegen einen verabsolutierenden Begriff der Existenz und eine zu geringe Differenzierung menschlicher Lebensformen, eine zu starke Polarisierung und schließlich eine Verfestigung der Dichotomie von Subjekt und Objekt. Heidegger und Merleau-Ponty verwahren sich gegen die Ausprägung der Philosophie Sartres, um bei allen Gemeinsamkeiten die Unterschiede zu betonen.

## Werke (Auswahl)
- Jean-Paul Sartre:
  - La nausée (Der Ekel)
  - L’être et le néant (Das Sein und das Nichts)
  - Les chemins de la liberté (Die Wege der Freiheit)
  - Huis clos (Geschlossene Gesellschaft)
  - Morts sans sépulture (Tote ohne Begräbnis)

- Albert Camus:
  - Le Mythe de Sisyphe (Der Mythos des Sisyphos)
  - L’Homme révolté (Der Mensch in der Revolte)
  - L’Étranger (Der Fremde)
  - La Peste (Die Pest)
  - Le Malentendu (Das Missverständnis)
  - La Chute (Der Fall)
  - Caligula

- Simone de Beauvoir:
  - L’Invitée (Sie kam und blieb)
  - Pyrrhus et Cinéas (1944) (Pyrrhus und Cinéas)
  - Pour une morale de l’ambiguïté (1947) (Für eine Moral der Doppelsinnigkeit)
  - Le Deuxième Sexe (1949) (Das andere Geschlecht)

## Zitate

### Jean-Paul Sartre
- Existieren, das ist dasein, ganz einfach; die Existierenden erscheinen, lassen sich antreffen, aber man kann sie nicht ableiten[8]
- Denn die dialektische Totalisierung muss die Handlungen, die Leidenschaften, die Arbeit und die Bedürfnisse ebenso wie die ökonomischen Kategorien umfassen, sie muss gleichzeitig den Handelnden wie das Ereignis in den historischen Komplex einordnen, ihn im Verhältnis zur Richtung des Werdens definieren und genauestens den Sinn der Gegenwart bestimmen.[9]
- Wenn die Existenz dem Wesen vorausgeht, das heißt, wenn die Tatsache, dass wir existieren, uns (nicht) von der Notwendigkeit entlastet, uns unser Wesen erst durch unser Handeln zu schaffen, dann sind wir damit, solange wir leben, zur Freiheit verurteilt…
- Das „Paradoxe unserer historischen Situation“ bestehe darin, dass „unsere Freiheit heute […] lediglich der freie Entschluss, die Freiheit zu erkämpfen“, sei.
- Der Marxismus wird zu einer unmenschlichen Anthropologie degenerieren, wenn er nicht den Menschen als seine Grundlage reintegriert
- … es gibt keine Auswege zu wählen. Ein Ausweg, der wird erfunden
- Nicht die „Härte einer Situation und die von ihr auferlegten Leiden“ sind Motive dafür, dass man sich einen anderen Zustand der Dinge denkt, bei dem es aller Welt besser ginge; im Gegenteil, von dem Tag an, da man sich einen anderen Zustand denken kann, fällt ein neues Licht auf unsere Mühsale und Leiden und entscheiden wir, dass sie unerträglich sind.

### Albert Camus
- Für „die zärtliche Gleichgültigkeit der Welt“ (französisch: „la tendre indifférence du monde“) öffnet sich der Protagonist am Ende des Romans „Der Fremde“, als er sich in der Todeszelle kurz vor der Hinrichtung befindet.[10]

### Simone de Beauvoir
- „Man kommt nicht als Frau zur Welt, man wird es. Keine biologische, psychische oder ökonomische Bestimmung legt die Gestalt fest, die der weibliche Mensch in der Gesellschaft annimmt.“[7]